# 潘哨山口
潘哨山口 ，也译作班哨山口, 海拔3,727英尺（1,136） , 位于印-缅边界巴特开山北段，因最靠近山口的缅甸的班哨村而得名(距山口 2 km)。

## 历史
班哨山口在历史上有重要性，是掸族拓殖于印度東北部的必经之地,为印度和缅甸两国人民提供了一个从阿萨姆平原进入缅甸最便捷的路线。13世纪初，中国云南德宏瑞丽勐卯的一部分傣族(掸族)人，在“昭龙苏卡法”(Chau Lung Sukapha)的率领下，南下缅甸，再逐步西迁，越过班哨山口，来到阿萨姆平原一个叫做“勐丽勐兰”(Mong Ri Mong Ram)的地方，创立了“勐顿孙罕”(Mong Dun Shun Kham，“黄金棺材”)王国(阿豪姆王国)。二战时期，著名的史迪威公路，也是通过这个山口，把抗战物质从印度阿萨姆的雷多(距班哨山口61公里)运往中国昆明，为打败日本侵略者做出了不可磨灭的贡献 。
班哨山口的印度一侧，现在被印度划归与中国有领土争议的阿鲁纳恰尔邦(中国称藏南)长朗县(不属于中国的声索范围)管辖。每年冬季，在长朗县的南普 (Nampong，也译作那蓬)，都会举办班哨冬季节(The Pangsau Pass Winter Festival)。